# System gaszenia gazem
System gaszenia gazem – automatyczny system przeciwpożarowy przeznaczony na gazowe środki gaśnicze, jeden z typów stałych urządzeń gaśniczych (SUG). Najbardziej popularne są systemy na czyste środki gaśnicze, jak gazy FE-36, FM-200 lub Novec 1230, gazy obojętne (tzw. inergeny) lub CO2. Systemy gaszenia gazem stosowane są w ochronie serwerowni, centrów przetwarzania danych, centrów finansowych i banków, skarbców, stacji transformatorowych, rozdzielni elektrycznych,  elektrowni i elektrociepłowni, zakładów produkcyjnych, laboratoriów, szpitali, archiwów, muzeów, galerii i bibliotek - wszędzie tam, gdzie zastosowanie niegazowych środków gaśniczych (woda, piana, proszek) może doprowadzić do trwałych uszkodzeń gaszonych przedmiotów i pomieszczeń. System gaszenia gazem współdziała z systemem sygnalizacji pożarowej (SSP).

## Budowa
- układ zasilania środkiem gaśniczym - zbiornik(i) nisko- lub wysokociśnieniowy(e) z zaworem i rurką syfonową, manometr z łącznikami ciśnieniowymi lub bez, łączka elastyczna lub stalowa, zawór zwrotny, kolektor z łącznikiem ciśnieniowym i urządzenie wagowe
- układ mocowania zbiorników i kolektora - obejmy, szyny i elementy złączne
- układ sterowania - elektryczne urządzenie sterujące wraz z urządzeniem opóźniającym, ręczne urządzenie inicjujące, ręczne urządzenie wstrzymujące, wyzwalacze, zbiornik z czynnikiem napędowym i osprzętem, łączniki elastyczne linii sterującej/pilotowej
- układ podawania środka gaśniczego - rury, złącza, kształtki, uchwyty do rur i dysze gaśnicze, dozujące oraz rozprowadzające gaz
- pozostałe elementy - sieć czujników, sygnalizatory i inne

## Działanie
Po wykryciu ognia przez czujniki, odpowiedni sygnał jest puszczany do centralki. Uruchamia się sygnalizacja optyczna i dźwiękowa o zagrożeniu pożarem. Po ustalonym na ewakuację czasie system automatycznie zwalnia elektrozawory na zbiornikach i środek gaśniczy zostaje wyzwolony. Dostępna jest również opcja wyzwolenia ręcznego.
| Środek gaśniczy | Zastosowanie                                                                                           | Ciśnienie w zbiorniku | Czas wyładowania | Uwagi |
| --------------- | --- | --------------------- | ---------------- | --- |
| FE-36 FM-200    | Pożary grup A (ciała stałe), B (ciecze łatwopalne) i C (gazy łatwopalne) oraz urządzeń elektronicznych | 15-42 bar             | >10 sek.         | Nie wymaga dodatkowych pomieszczeń na zbiorniki (w pomieszczeniach nieobligatoryjnych)                                                                                                   |
| Novec 1230      | Pożary grup A i B oraz urządzeń elektr.                                                                | 42 bary               | >10 sek.         | Nie wymaga dodatkowych pomieszczeń na zbiorniki (w pomieszczeniach nieobligatoryjnych)                                                                                                   |
| Inergen         | Pożary grup A, B, C i urządzeń elektr.                                                                 | 150-300 barów         | >60 sek.         | Wymaga dodatkowego pomieszczenia na zbiorniki. Wypiera tlen w gaszonym pomieszczeniu, co grozi omdleniami.                                                                               |
| CO2             | Pożary grup A, B i C, niewskazany do gaszenia elektroniki                                              | 150-300 barów         | >60 sek.         | Wymaga dodatkowego pomieszczenia na zbiorniki. Niebezpieczny dla ludzi podczas akcji gaśniczej. Wymaga ochrony przed wysokimi temperaturami - powyżej 31 °C gaz może rozsadzić zbiornik. |

## Atesty i certyfikaty
- Certyfikaty ITB - 2050/W, 1942/W
- Aprobaty techniczne CNBOP - AT-10-0352/2012, AT-10-0293/2011, AT-10-0256/2009
- Sprawozdanie z badań Laboratorium Wysokich Napięć Instytutu Energetyki - Nr EWN/94/E/10